# Yutaka Soneda
Yutaka Soneda (曽根田 穣 Soneda Yutaka?, Ehime, 29 de agosto de 1994) es un futbolista japonés que juega como centrocampista en el Ehime FC.

## Trayectoria

### Clubes
| Club              | País  | Año       |
| ----------------- | ----- | --------- |
| Ventforet Kofu    | Japón | 2017-2019 |
| Kyoto Sanga F. C. | Japón | 2020-2021 |
| Mito HollyHock    | Japón | 2022      |
| Ehime FC          | Japón | 2023-     |